# Громов, Валентин Владимирович
Валентин Владимирович Громов (15 марта 1930, Ленинград — 9 октября 2022, Санкт-Петербург) — русский художник, живописец и график.

## Биография
Учился рисованию во Дворце пионеров им. А. А. Жданова, у педагогов М. А. Гороховой и С. Д. Левина.
В 1946 поступил в Среднюю художественную школу при Академии Художеств. Соучениками Громова по СХШ были: Александр Арефьев, Александр Траугот, Михаил Войцеховский, Илья Глазунов, Леонид Миронов, Шолом Шварц, Владимир Пекшев (Шагин).
В 1948 г. знакомится с поэтом Роальдом Мандельштамом, оказавшим на него большое влияние.
В 1951 был отчислен из СХШ, вместе с Владимиром Шагиным; его друзья А. Арефьев, А. Траугот и М. Войцеховский были отчислены годом ранее.
В конце 1940-х гг. отчисленные из СХШ художники, в их числе и Валентин Громов, вместе с А. Арефьевым объединились в группу и начали проводить свои небольшие квартирные выставки. «Подобных групп нигде, кроме Петербурга, в сороковых, да и в начале пятидесятых годах не было. Все московские движения относятся к шестидесятым годам… эти люди — пятидесятники, даже точнее, люди сороковых годов».
После СХШ поступает в вечернюю школу и успешно заканчивает её. Работал декоратором в театре. В 1953 году поступил на заочное отделение Московского полиграфического института, на факультет художественного оформления печатной продукции, закончил его. С 1959 по 1998 год работал в типографии как корректор по печати.
В 1956 году, после открытия экспозиции живописи французского импрессионизма и постимпрессионизма в Эрмитаже испытывает сильное влияние французской живописи. На формирование художника в это время оказали влияние французские художники Дега, Тулуз-Лотрек и Ренуар.
Сюжеты работ Громова — театр, сцены в парках и на пляже, виды ленинградских пригородов. Произведения раннего периода (50-х годов) демонстрируют сильное влияние Арефьева, впоследствии художник выработал собственную манеру, сочетающую характерные для арефьевского круга контрасты ярких пятен чистого цвета и фрагментарность композиции с наполненным тонкой лирической интонацией рисунком.

## Орден нищенствующих живописцев
В конце 1960-х гг. Александр Арефьев вспоминает о созданном в 1948 г. его соучеником по СХШ, скульптором М. В. Войцеховским «Ордене нищенствующих живописцев», или «Ордене тунеядцев». М. В. Войцеховский назвал свой Орден, по аналогии с основанным в Иерусалиме в 1118 году «Орденом нищенствующих рыцарей», более известным как орден тамплиеров или храмовников. Их образом были два всадника, едущие на одном коне: рыцари были бедны настолько, что даже не могли купить себе коня. Для молодых художников это означало то, что члены Ордена противоположны всякому советскому карьеризму. «Мы просто живём, пишем, рисуем и наслаждаемся искусством» — под этим «стягом» и собрались художники. По аналогии с этим запомнившимся ему названием Арефьев начинает называть узкий круг своих друзей-художников «Орденом непродающихся живописцев».

## Выставки
Как художник Громов принимал участие в следующих выставках:
- 1983 — Выставка произведений изобразительного искусства (живопись, графика, скульптура, декоративно‑прикладное искусство), Ленинград
- 1990 — Ленинградский андеграунд. Начало, Ленинград
- 1992 — Портрет в интерьере, Санкт-Петербург
- 1999 — Петербургские мастерские. XX век, Санкт-Петербург
- 2000 — Валентин Громов, Санкт-Петербург
- 2007 — Валентин Громов, Санкт-Петербург
- 2011 — Беспутные Праведники. Орден нищенствующих живописцев (ОНЖ), Санкт-Петербург
- 2014 — Валентин Громов. Живопись. Графика, Репино, Санкт‑Петербург (Куоккала)
- 2015 — On My Way, Венеция
- 2017 — Печатная графика художников Арефьевского круга, Санкт-Петербург
- 2017 — 70‑е. Со_при_частность, Санкт-Петербург
- 2019 — Эхо экспрессионизма. Искусство Ленинграда середины — второй половины XX века, Санкт-Петербург
- 2019 — ID. Art: Tech Exhibition, Венеция
- 2020 — ID. ART: TECH EXHIBITION, Нью-Йорк